# Euthore parda
Euthore parda – gatunek ważki z rodziny Polythoridae. Jest znany tylko z miejsca typowego w regionie Puno w południowo-wschodnim Peru, na wysokości około 1800 m n.p.m.